# Трёхбалтаево
Трёхбалта́ево (чув. Палтиел, тат. Өч Балтай) — село в Шемуршинском муниципальном округе Чувашской Республики России.

## География
Село находится в юго-восточной части Чувашии, в пределах Чувашского плато, в зоне хвойно-широколиственных лесов, на правом берегу реки Большая Карла, на расстоянии примерно 8 километров (по прямой) к северо-востоку от Шемурши, административного центра района. Абсолютная высота — 120 метров над уровнем моря. 
В 2004-2022 гг.–административный центр Трёхбалтаевского сельского поселения.
Климат
Климат характеризуется как умеренно континентальный, с умеренно холодной снежной зимой и тёплым летом. Среднегодовая температура воздуха — 3,1 °С. Средняя температура воздуха самого тёплого месяца (июля) — 18,7 °C (абсолютный максимум — 37 °C); самого холодного (января) — −12,3 °C (абсолютный минимум — −42 °C). Среднегодовое количество атмосферных осадков составляет 530 мм.
Часовой пояс
Село Трёхбалтаево, как и вся Чувашия, находится в часовой зоне МСК (московское время). Смещение применяемого времени относительно UTC составляет +3:00.

## Население
| 2010 | 2012  |
| ---- | ----- |
| 1376 | →1376 |

Половой состав
По данным Всероссийской переписи населения 2010 года в гендерной структуре населения мужчины составляли 48,3 %, женщины — соответственно 51,7 %.
Национальный состав
Согласно результатам переписи 2002 года, в национальной структуре населения татары составляли 66 % из 1592 чел., чуваши — 31 %.

## Религия
Мечети
- Мечеть

Православные храмы;
- Церковь Михаила Архангела

## Уроженцы
- Матвеев, Тимофей Матвеевич (1884—1939) — исследователь чувашского языка, диалектолог, соавтор первых учебников по чувашской диалектике.